# Un nuovo regno
Un nuovo regno è l'ultimo dei tre romanzi che compongono la trilogia fantasy Le guerre del Mondo Emerso, di Licia Troisi. È stato pubblicato il 13 novembre 2007 dalla casa editrice Arnoldo Mondadori Editore.

## Trama
Dubhe è in viaggio con Theana per uccidere Dohor in modo da porre fine alla maledizione che la domina da tanto tempo. Intanto Lonerin e Sennar sono in viaggio alla ricerca del talismano del potere, in quanto l'oggetto è l'unica cosa è in grado di fermare Yeshol dal riportare in vita Aster. Nel frattempo Ido cerca di raggiungere il Mondo Sommerso per portare in salvo San, il nipote di Nihal e Sennar.
Dubhe e Theana decidono di camuffare il loro aspetto, in quanto Dubhe è ricercata dalla Gilda. Usando erbe e magia si trasformano in Sanne e Lea, due sorelle che svolgono il mestiere di contadine. Dopo poco tempo dall'inizio del loro viaggio, Theana e Dubhe vengono rapite da dei mercanti di schiavi e portate a Selva, il paese natale della giovane ladra. Dubhe e Theana vengono comprate dal figlio di Dohor, Learco. Tra il principe e Dubhe nasce fin da subito un legame che in poco tempo si intensifica, in quanto i due capiscono che ad accomunarli vi è il medesimo; Dubhe cerca tuttavia di non farsi accecare dalle emozioni, in quanto Learco è solo un mezzo per giungere all'obiettivo finale. A palazzo vengono assunte nelle cucine e diventano in breve le preferite dell'attendente di Learco, Volco. Dubhe inizia ad esplorare il palazzo, in cerca dei documenti che stanno all'origine della sua maledizione. Una sera, di ritorno dai suoi giri, viene sorpresa da Learco che però aveva solo voglia di parlare con lei e in seguito i due iniziano a vedersi di nascosto ogni notte. Volco decide di incaricare Theana di riordinare la biblioteca e la giovane scopre che il manoscritto che è stato causa della maledizione di Dubhe è nascosto nei piani nobili del palazzo e che la sua ubicazione è indicata nell'indice dei libri della biblioteca. Dubhe si reca nella sala indicata ma viene scoperta da Learco e decide allora di confessargli tutta la verità. Il principe reagisce baciandola e i due fanno l'amore. Il giovane principe riesce a trovare i documenti che servono a Dubhe e le propone di unirsi alla congiura contro suo padre, organizzata da suo zio Neor. Dohor però riesce a scoprire la congiura e fa arrestare tutti i congiurati, tranne Dubhe che riesce a scappare. Learco finalmente si ribella al padre e gli vomita addosso tutto il suo disprezzo. Dubhe riesce ad infiltrarsi nelle prigioni e liberare sia l'amato che Theana. I tre provano a tornare a Laodamea, ma vengono bloccati da Forra, il temibile cognato di Dohor, che riesce a far prigionieri Learco e Theana prima di morire per mano di Dubhe.
Lonerin e Sennar si sono recati nella Terra del Vento alla ricerca del talismano, scoprendo però che era stato acquistato da un collezionista della Terra del Mare. I due partono quindi alla ricerca dell'uomo e riescono a trovarlo. Un'invasione di pirati manda però a monte l'affare e il talismano sparisce nuovamente. Grazie ad un incantesimo di localizzazione, i due maghi giungono alla Foresta dove hanno un incontro con Phos, il folletto amico di Nihal e guardiano del santuario dell'Aria, che era riuscito a recuperare il talismano e lo aveva in custodia. Nel mentre, Sennar cerca di insegnare a Lonerin il complicato incantesimo per rimandare l'anima di Aster nell'aldilà.
Ido e San sono giunti nel Mondo Sommerso, accolti da Ondine, la ragazza che anni prima aveva soccorso Sennar, ora diventata Contessa. Ido riesce a convincere San a seguire alcune lezioni di magia che per il bambino sono noiose in quanto gli incantesimi che riesce a praticare sono molto superiori a quelli che gli vengono insegnati. Il bambino, durante la permanenza a Zalenia, inizia a sentirsi ancora più solo ed escluso in quanto ritiene che nemmeno Ido lo capisca più. Nel frattempo Yeshol ha incaricato quattro Assassini di recarsi nel Mondo Sommerso per rapire San. Quando lo raggiungono, San riesce ad ucciderne tre utilizzando i suoi poteri. Il quarto viene fatto prigioniero ma viene liberato da San che ha deciso di recarsi spontaneamente alla Gilda con l'intento di abbatterla. 
Durante un nuovo incontro del Consiglio si decide un attacco finale alla setta: Dubhe decide di liberare del tutto la Bestia, consapevole che ciò l'avrebbe uccisa, ma è un sacrificio che intende compiere in quanto per lei ora conta solo la salvezza di Learco; Lonerin e Sennar avrebbero compiuto il rito per rimandare Aster all'aldilà mentre Ido si sarebbe occupato di Dohor e avrebbe liberato Theana e il principe. L'attacco finale avviene: la Bestia riesce ad aprire la strada a Ido, che prima libera Learco, Theana e San, e poi si scontra con Dohor. Da quello scontro nessuno dei due esce vivo ma Ido si lascia andare consapevole che avrebbe abbracciato quel meritato riposo a cui aspirava da tempo. Lonerin e Sennar riescono a compiere il rito e liberano l'anima di Aster nonostante la resistenza di Yeshol, che morirà per le ferite riportate nello scontro con Sherva, a sua volta ucciso da Yeshol. Resta solo Dubhe da salvare e Theana si ricorda che nella Casa è presente una lancia in grado di spezzare i sigilli. Tuttavia l'arma può essere usata solo da chi è stato consacrato; Sennar si sacrifica, invocando lo spirito di Nihal che agisce attraverso il corpo di Theana, libero infine di tutte le sofferenze patite, può finalmente andare via con Nihal nell'aldilà. San perso suo nonno Sennar e Ido, sentendosi in colpa per tutto ciò che è successo, recupera la spada di sua nonna Nihal e salito in groppa a Oraf prende il volo allontanandosi da quelle terre facendo perdere le proprie tracce. 
Un anno dopo: Learco, il nuovo Nammen, ha stabilito che ogni terra potrà eleggere il proprio sovrano ed è riuscito a ristabilire la pace. Lonerin e Theana sono diventati membri del Consiglio e si sono sposati. Learco ha chiesto a Dubhe di sposarlo e lei ha accettato, pronta a rinunciare alla sua vecchia vita e pronta per diventare la regina.

## Edizioni
- Licia Troisi, Un Nuovo Regno, Arnoldo Mondadori Editore, 2007,  pp. 501, cap. 31, ISBN 978-88-04-57272-5.